# Józef Hauke-Bosak

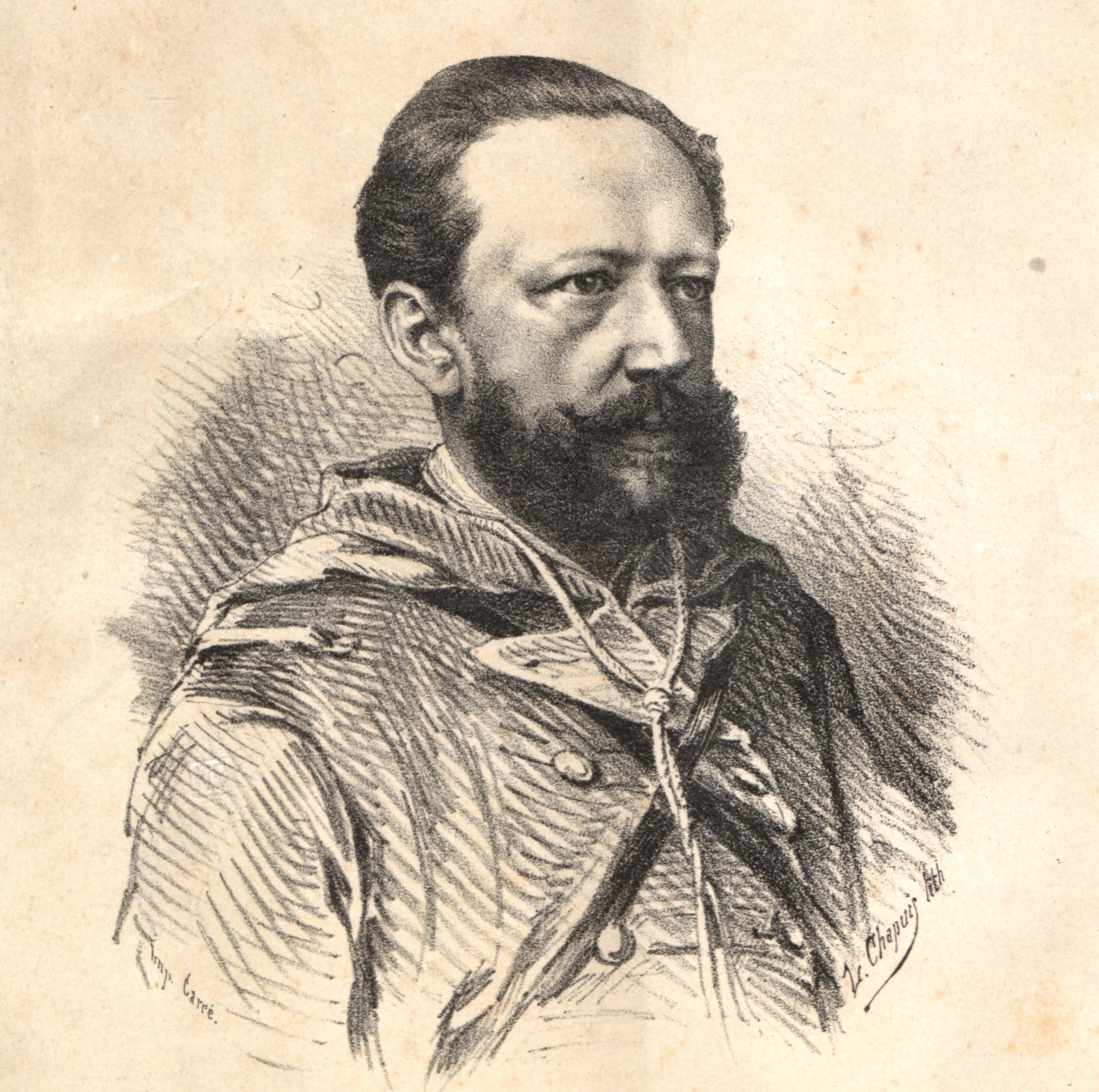
Józef Hauke-Bosak

Józef Hauke-Bosak, född 19 mars 1834 i Sankt Petersburg, död 21 januari 1871, var en polsk militär. 
Hauke-Bosak stred med utmärkelse i ryska armén under Kaukasuskrigen, men flydde 1863 till Polen, där han under upproret samma år anförde insurgenttrupperna från provinserna Kraków och Sandomierz. Sedan resningen blivit undertryckt, flydde han och vistades därefter dels i Italien, dels i Schweiz. Under fransk-tyska kriget 1870–71 förde han befäl under Giuseppe Garibaldi i den så kallade voges-armén. Vid en rekognoscering 1871 stupade han i en strid med preussarna.